# هيلموت لانغ
هيلموت لانغ (بالألمانية: Helmut Lang)‏ هو عداء سريع نمساوي، ولد في 14 أغسطس 1940.

## وصلات خارجية
- هيلموت لانغ على موقع أوليمبيديا (الإنجليزية)